# 53rd & 3rd
53rd & 3rd – utwór grupy Ramones, którego studyjna wersja znajduje się na płycie Ramones.

## Skład
- Joey Ramone – wokal
- Johnny Ramone – gitara, dalszy wokal
- Dee Dee Ramone – gitara basowa, dalszy wokal
- Tommy Ramone – perkusja